# Neritos repanda
Neritos repanda är en fjärilsart som beskrevs av Walker 1855. Neritos repanda ingår i släktet Neritos och familjen björnspinnare. Inga underarter finns listade i Catalogue of Life.